# Brotheas silvestris
Espèce
Brotheas silvestris est une espèce de scorpions de la famille des Chactidae.

## Distribution
Cette espèce est endémique du Pará au Brésil. Elle se rencontre vers Cachoeira da Bateria vers le rio Mapuera.

## Description
Brotheas amazonicus mesure de 60 à 70 mm.

## Publication originale
- Lourenço, 1988 : Sinopse da fauna escorpionica do Estado do Pará, especialmente as regioes de Carajas, Tucurui, Belem e Trombetas. Boletim do Museu Paraense Emilio Goeldi Serie Zoologia, vol. 4, no 2, p. 155-173.